# Teri Austin
Teri Austin (Toronto (Canada), 17 april 1957), geboren als Teresa Austin is een Canadese/Amerikaanse actrice.

## Biografie
Austin is begonnen met acteren in televisie- en radioprogramma's in Toronto en later ging theaterwetenschappen studeren aan York University in Toronto. Haar vrije tijd besteedt zij vooral met vrijwilligerswerk voor het Amanda Foundation, een liefdadigheidsinstelling voor dierenasiels in Beverly Hills.
Austin is begonnen met acteren in 1983 met de film The Sex and Violence Family Hour. Hierna heeft ze nog meerdere rollen gespeeld in televisiefilms en televisieseries, het meest bekend is ze van haar rol van Jill Bennett in de televisieserie Knots Landing waarin zij speelde van 1985 t/m 1989 in zesennegentig afleveringen. In 2001 speelde zij haar laatste rol, wat zij hierna gedaan heeft is niet bekend.

## Prijzen
- 1990 Soap Opera Digest Awards in de categorie Uitstekende Rol van Schurk in een Televisieserie met de televisieserie Knots Landing – gewonnen.
- 1989 Soap Opera Digest Awards in de categorie Uitstekende Rol van Schurk in een Televisieserie met de televisieserie Knots Landing – genomineerd.
- 1986 Soap Opera Digest Awards in de categorie Uitstekende Actrice in een Ondersteunende Rol in een Televisieserie met de televisieserie Knots Landing – genomineerd.

## Filmografie

### Televisiefilms
Uitgezonderd korte films.
- 2001 Gangland – als Mary Anne Adams
- 2000 An American Daughter – als Greta
- 1996 The Dark Mist – als Diamond
- 1992 Raising Cain – als Karen
- 1990 Johnny Ryan – als Paula Vaughn
- 1989 False Witness – als Sandralee Dawson
- 1988 Dangerous Love – als Dominique
- 1988 Rescue Me – als Laura
- 1986 The Vindicator – als Lauren Lehman
- 1985 Terminal Choice – als Lylah Crane
- 1983 The Sex and Violence Family Hour – als ??

### Televisieseries
Uitgezonderd eenmalige gastrollen.
- 1994 Models Inc. - als Dinah - 2 afl.
- 1994 Beverly Hills, 90210 – als Ingrid – 2 afl.
- 1991 – 1992 Scene of the Crime – als diverse karakters - ? afl.
- 1991 Seinfeld – als Ava – 2 afl.
- 1990 Cop Rock – als Trish Vaughn - 9 afl.
- 1985 – 1989 Knots Landing – als Jill Bennett – 99 afl.